# Mistrzostwa Świata w Szermierce 1983
Mistrzostwa Świata w Szermierce 1983 – 47. edycja mistrzostw po raz trzeci odbyła się w austriackiej stolicy – Wiedniu.

## Klasyfikacja medalowa
| Lp. | Państwo    | złoto | srebro | brąz | Razem |
| --- | ---------- | ----- | ------ | ---- | ----- |
| 1   | RFN        | 2     | 3      | –    | 5     |
| 2   | Włochy     | 2     | 2      | 3    | 7     |
| 3   | ZSRR       | 2     | –      | –    | 2     |
| 4   | Bułgaria   | 1     | –      | 1    | 2     |
| 5   | Francja    | 1     | –      | –    | 1     |
| 6   | Węgry      | –     | 1      | 1    | 2     |
| 7   | NRD        | –     | 1      | –    | 1     |
| –   | Szwajcaria | –     | 1      | –    | 1     |
| 9   | Chiny      | –     | –      | 1    | 1     |
| –   | Kuba       | –     | –      | 1    | 1     |
| –   | Polska     | –     | –      | 1    | 1     |

## Medaliści

### Mężczyźni
| Złoto                                                                                             | Srebro                                                                           | Brąz                                                                                                 |
| Floret                                                                                            |                                                                                  | |
| Aleksandr Romankow                                                                                | Mathias Gey                                                                      | Marian Sypniewski                                                                                    |
| RFN · Harald Hein · Matthias Behr · Klaus Reichert · Frank Beck · Mathias Gey                     | NRD · Adrian Germanus · Klaus Kotzmann · Hartmuth Behrens · Jens Howe            | Kuba · Ignacio González · Pedro Hernández · Efigenio Favier · Oscar García                           |
| Szpada                                                                                            |                                                                                  | |
| Elmar Borrmann                                                                                    | Daniel Giger                                                                     | Angelo Mazzoni                                                                                       |
| Francja · Olivier Lenglet · Philippe Boisse · Michel Salesse · Jean-Michel Henry                  | RFN · Alexander Pusch · Elmar Borrmann · Rafael Nickel · Volker Fischer          | Włochy · Sandro Cuomo · Roberto Manzi · Stefano Bellone · Angelo Mazzoni                             |
| Szabla                                                                                            |                                                                                  | |
| Wasił Etropołski                                                                                  | Gianfranco Dalla Barba                                                           | Christo Etropołski                                                                                   |
| ZSRR · Andriej Alszan · Heorhij Pohosow · Wiktor Krowopuskow · Michaił Burcew · Chusiejn Ismaiłow | Węgry · Imre Bujdosó · Imre Gedővári · György Nébald · György Varga · Péter Abay | Włochy · Giovanni Scalzo · Michele Maffei · Ferdinando Meglio · Gianfranco Dalla Barba · Marco Marin |

### Kobiety
| Złoto                                                                                                   | Srebro                                                                                   | Brąz                                                                        |
| Floret                                                                                                  |                                                                                          |                                                                             |
| Dorina Vaccaroni                                                                                        | Carola Cicconetti                                                                        | Luan Jujie                                                                  |
| Włochy · Dorina Vaccaroni · Carola Cicconetti · Anna Rita Sparaciari · Clara Mochi · Margherita Zalaffi | RFN · Cornelia Hanisch · Ingrid Losert · Sabine Bischoff · Ute Wessel · Christiane Weber | Węgry · Edit Kovács · Zsuzsanna Jánosi · Katalin Győrffy · Gertrúd Stefanek |